# Agüela (Antas de Ulla)
Agüela (llamada oficialmente San Mamede de Agüela) es una parroquia y una aldea española del municipio de Antas de Ulla, en la provincia de Lugo, Galicia.

## Organización territorial
La parroquia está formada por cuatro entidades de población:

### Entidades de población
Entidades de población que forman parte de la parroquia:
- Agüela
- A Parrocha
- San Mamede de Agüela

### Despoblado
Despoblado que forma parte de la parroquia:
- Campo de Chao (Campo do Chao)[5]

## Demografía

### Parroquia
| Gráfica de evolución demográfica de Agüela (parroquia) entre 2000 y 2019 |
|                                                                          |
| Datos según el nomenclátor publicado por el INE.                         |

### Aldea
| Gráfica de evolución demográfica de Agüela (aldea) entre 2000 y 2019 |
|                                                                      |
| Datos según el nomenclátor publicado por el INE.                     |